# Дом на Пилат
Домът на Пилат (на испански: La Casa de Pilatos) е дворец в град Севиля, Испания.
Разположен е в квартала Сан Бартоломе източно от центъра на града. Построен е в началото на XVI век в архитектурен стил, съчетаващ мудехарската архитектура с италиански ренесансови влияния. Сградата дължи името си на това, че при традиционната възстановка на Кръстния път, провеждана след 1521 година в Севиля, тя съответства на двореца на Пилат Понтийски в Йерусалим. Днес дворецът е резиденция на херцозите на Мединасели.